# 大坝街道
大坝路街道，是中华人民共和国湖北省十堰市丹江口市下辖的一个乡镇级行政单位。

## 行政区划
大坝路街道下辖以下地区：
汉江社区居民社区、移民新村社区居民社区、集团新村社区居民社区、滨江社区居民社区、大坝路社区居民社区和跃进门社区居民社区。